# Symphytum
Symphytum L. è un genere di piante della famiglia delle Boraginacee.
Comprende specie distribuite in Europa e Asia occidentale, di cui alcune vengono coltivate come piante ornamentali.

## Descrizione
Piante perenni, generalmente ispide.
 
I fiori, portati in piccole cime terminali senza brattee, hanno calici divisi fino a 1/4 o fin quasi alla base, accrescenti.

La corolla può avere colorazioni diverse, (violetto, rosa cangiante al blu, giallo pallido, bianca) con tubo cilindrico, lembo tubuloso campanulato e lobi, da triangolari a semicircolari, molto più corti che il resto della corolla stessa; la fauce è guarnita con 5 lunghe scaglie, di solito con papille marginali. 
Gli stami sono inclusi, inseriti a circa la metà del tubo, con i filamenti lunghi non più di una volta e mezza le antere. 

Gli stili sono eserti, lo stimma è piccolissimo e intero. 

Le nucule ovoidi, erette, qualche volta curve, di solito sono verrucose e spesso rugose, concave alla base e con uno spesso anello a guisa di collare.

## Distribuzione e habitat
Il genere è presente in Europa e Asia occidentale, sino alla Siberia occidentale e all'Iran. In Italia è rappresentato dalle seguenti specie: Symphytum officinale, Symphytum asperum, Symphytum bulbosum,  Symphytum tuberosum, Symphytum gussonei (endemica della Sicilia) e Symphytum orientale (endemica della Toscana).

## Tassonomia
Il genere comprende le seguenti specie:
- Symphytum aintabicum Hub.-Mor. & Wickens
- Symphytum anatolicum Boiss.
- Symphytum asperum Lepech.
- Symphytum × bicknellii Buckn.
- Symphytum bornmuelleri Buckn.
- Symphytum brachycalyx Boiss.
- Symphytum bulbosum K.F.Schimp.
- Symphytum carpaticum Yu.M.Frolov
- Symphytum caucasicum M.Bieb.
- Symphytum circinale Runemark
- Symphytum cordatum Waldst. & Kit. ex Willd.
- Symphytum creticum (Willd.) Runemark
- Symphytum davisii Wickens
- Symphytum × ferrariense C.Massal.
- Symphytum grandiflorum DC.
- Symphytum gussonei F.W.Schultz
- Symphytum hajastanum Gvin.
- Symphytum ibiricum Steven
- Symphytum kurdicum Boiss. & Hausskn.
- Symphytum longisetum Hub.-Mor. & Wickens
- Symphytum × mosquense S.R.Majorov & D.D.Sokoloff
- Symphytum officinale L.
- Symphytum orientale L.
- Symphytum ottomanum Friv.
- Symphytum podcumicum Yu.M.Frolov
- Symphytum pseudobulbosum Azn.
- Symphytum savvalense Kurtto
- Symphytum sylvaticum Boiss.
- Symphytum tauricum Willd.
- Symphytum tuberosum L.
- Symphytum × ullepitschii Wettst.
- Symphytum × uplandicum Nyman
- Symphytum × wettsteinii Sennholz